# اپل اسپرینگز (تگزاس)
اپل اسپرینگز (به انگلیسی: Apple Springs) یک منطقهٔ مسکونی در ایالات متحده آمریکا است که در شهرستان ترینیتی، تگزاس واقع شده‌است.